# Hovea (пистолет-пулемёт)
Hovea 49 В 1946 году в Дании началось производство пистолета-пулемёта «Карл Густав M/45» (Hovea). Оружие и сегодня стоит на вооружении датской армии. Hovea оснащён держателем штангового магазина и металлической рамы. Автоматика Hovea использует энергию отдачи подвижного затвора. Режим огня — автоматический. Оружие имеет складной прицел V-образной формы и мушку с круглым козырьком. Дальность стрельбы — 100 м. С права находится рукоятка перезаряжания со спиральной пружиной. Приклад складывается на правую сторону.